# San Marino nos Jogos Olímpicos de Verão de 2008
San Marino participou dos Jogos Olímpicos de Verão de 2008, em Pequim, na China. O país estreou nos Jogos em 1960 e essa foi sua 12ª participação.

## Desempenho

### Atletismo
| Atleta      | Prova           | Eliminatórias | Eliminatórias | Semifinais  | Semifinais  | Final       | Final       |
| Atleta      | Prova           | Tempo         | Pos.          | Tempo       | Pos.        | Tempo       | Pos.        |
| ----------- | --------------- | ------------- | ------------- | ----------- | ----------- | ----------- | ----------- |
| Ivano Bucci | 400 m masculino | 48s54         | 53º           | Não avançou | Não avançou | Não avançou | Não avançou |

### Natação
| Atleta            | Prova                    | Qualificação | Qualificação | Semifinal   | Semifinal   | Final       | Final       |
| Atleta            | Prova                    | Tempo        | Pos.         | Tempo       | Pos.        | Tempo       | Pos.        |
| ----------------- | ------------------------ | ------------ | ------------ | ----------- | ----------- | ----------- | ----------- |
| Emanuele Nicolini | 200 m livre masculino    | 1m59s45      | 56º          | Não avançou | Não avançou | Não avançou | Não avançou |
| Simona Muccioli   | 100 m borboleta feminino | 1m04s91      | 49º          | Não avançou | Não avançou | Não avançou | Não avançou |

### Tiro
| Atleta          | Prova                   | Qualificação | Qualificação | Final       | Final       |
| Atleta          | Prova                   | Pontos       | Pos.         | Pontos      | Pos.        |
| --------------- | ----------------------- | ------------ | ------------ | ----------- | ----------- |
| Daniela Del Din | Fossa olímpica feminino | 62           | 15º          | Não avançou | Não avançou |